# Copa Nicasio Vila 1911
La Copa Nicasio Vila 1911 fue la quinta edición del campeonato de primera división de la Liga Rosarina de Fútbol. 
Participaron seis equipos y el campeón fue Newell's Old Boys, que obtuvo su cuarto título de primera división.

## Tabla de posiciones final
| Pos | Equipo               | Pts | PJ | G  | E | P | GF | GC | Dif |
| --- | -------------------- | --- | -- | -- | - | - | -- | -- | --- |
| 1º  | Newell's Old Boys    | 20  | 12 | 10 | 0 | 2 | 31 | 8  | 23  |
| 2º  | Rosario Central      | 18  | 12 | 8  | 2 | 2 |    |    | 0   |
| 3º  | Tiro Federal         | 0   | 0  |    |   |   |    |    | 0   |
| 4º  | Argentino            | 0   | 0  |    |   |   |    |    | 0   |
| 5º  | Provincial           | 0   | 0  |    |   |   |    |    | 0   |
| 6º  | Aprendices Rosarinos | 0   | 0  |    |   |   |    |    | 0   |
| 7º  | Atlético del Rosario | 0   | 0  |    |   |   |    |    | 0   |